# 北见工业短期大学
北见工业短期大学（日语：／ Kitami Kōgyō Tanki Daigaku *）是过去一所位于日本北海道北见市的国立短期大学。

## 概要

### 简介
- 短期大学为于1960年开办[1]、由日本国经营。招生到于1965年、停办于1967年[2]。为男女同校从开办。

### 历史
- 1960年 北见工业短期大学成立并同时设置两个学科、以下列举[1]。
  - 机械科
  - 应用化学科
- 1962年 电气科成立[1]。
- 1965年 土木科成立[1]。最后一年招生、次年停止招生（正式停办于1967年3月31日[2]）。

## 学校环境
- 校区：在了北海道北见市[注 1]

## 历任校长
- 佐山总平:短期大学校长[3]。

## 组织

### 学科
- 机械科
- 应用化学科
- 电气科
- 土木科

### 专科
| - 没有 |

### 业余课程
| - 没有 |

## 相关链接
- 日本短期大学列表